# Marius Vallin
Pour les articles homonymes, voir Vallin.
Marius Vallin (né Louis Marie Vallin à Trévoux le 28 juillet 1842 et mort à Annecy le 3 juin 1889) est un architecte français annecien.

## Réalisations
En 1872, il construit le premier hôtel-restaurant au Semnoz, en Haute-Savoie.
Il aménage les gorges du Fier, dont une passerelle construite à 27 mètres au-dessus du torrent qui permet d'apprécier le merveilleux décor.
À Annecy, il réalise les bâtiments de la Banque de France et du Grand Hôtel de Verdun.